# Гаркуша, Геннадий Михайлович
Геннадий Михайлович Гаркуша — советский хозяйственный, государственный и политический деятель.

## Биография
Родился в 1933 году в Павлограде. Член КПСС.
С 1953 года — на хозяйственной, общественной и политической работе. В 1953—1990 гг. — горный инженер на шахте № 5-6 им. Димитрова треста «Красноармейскуголь», председатель Павлоградского исполкома городского совета народных депутатов, первый секретарь Павлоградского горкома КП Украины.
Делегат XXV съезда КПСС.
Почётный гражданин города Павлоград (2013).
Умер в Павлограде в 2022 году.